# Alfa de l'Hidra Mascle
Alfa de l'Hidra Mascle (α Hydri) és un estel de magnitud aparent +2,90 a la constel·lació de l'Hidra Mascle, la segona més brillant de la mateixa després de β Hydri. Es troba a 71 anys llum de distància del sistema solar. Informalment rep el nom de "Cap de l'hidra". No ha de confondre's amb l'Alfa de l'Hidra Femella (α Hya), coneguda com a Alphard.
Alpha de l'Hidra Mascle és un estel de tipus espectral F0V amb una temperatura superficial de 7.140 K. 26 vegades més lluminosa que el Sol, el seu radi és 3,3 vegades major que el radi solar, amb una massa entre 1,9 i 2,0 masses solars. Fa aproximadament 1.000 milions d'anys va començar la seva vida com un estel blanc de la seqüència principal de tipus A0-A2, i actualment s'està refredant abans de transformar-se en un estel subgegant. Posteriorment es convertirà en una geganta vermella amb una lluminositat 40 vegades major que l'actual.
Amb una velocitat de rotació d'almenys 155 km/s, el període de rotació d'Alpha de l'Hidra Mascle és inferior a 26 hores, molt més curt que el del Sol, que és d'uns 25 dies. La característica més destacable d'Alpha de l'Hidra Mascle és la seva elevada metal·licitat, gairebé el doble de la solar. La diferència en el contingut en metalls (entenent per tals aquells elements més pesants que l'heli) depèn de l'element considerat; així, mentre el contingut d'oxigen és quatre vegades major que en el Sol, el de sofre amb prou feines és un 12% major.